# Венгерско-израильские отношения
Израильско-венгерские отношения — исторические и настоящие международные дипломатические, экономические, военные, культурные и иные отношения между Венгрией и Израилем. Израильское посольство в Венгрии находится в Будапеште, а венгерское посольство в Израиле находится в Тель-Авиве. На 2017 год посол Израиля в Венгрии — Йоси Амрани, консул — Моти Равех; венгерский посол в Израиле — Андор Надж.

## История
Отношения между двумя странами были установлены в 1949 году. Венгрия открыла своё посольство в Израиле одновременно с другими странами восточного блока в 1952 году. После Шестидневной войны 1967 года Венгрия прервала отношения с Израилем и закрыла все свои дипломатические представительства в этой стране.
С началом реформ президента СССР Михаила Горбачёва (гласность и перестройка) соответствовали политическим взглядам венгерского лидера Яноша Кадара. В результате зависимость Венгрии от Советского Союза ослабевала и она начала устанавливать дипломатические отношения с западными странами. Таким образом было подписано первое с 1967 года соглашение между двумя странами: 14 сентября 1987 года о восстановлении дипломатических отношений с 1989 года. Венгрия стала первой коммунистической страной, восстановившей дипломатические отношения с еврейским государством в 1989 году. В 1987 году страны открыли «офисы интересов» при дипломатических представительствах третьих стран. Израиль открыл свой офис интересов при посольстве Венгрии в Швейцарии, а Венгрия открыла свой офис интересов при израильском посольстве в Швеции.

### Современный этап отношений
С момента установления дипломатических отношений между двумя странами и до настоящего дня, на них оказывала влияние история венгерского еврейства и, в особенности, Холокост в Венгрии.
21 августа 2001 года зам. премьер-министра правительства Израиля и министр иностранных дел Шимон Перес посетил Восточную Европу. Во время своего визита Перес посетил Венгрию и встретился с венгерским президентом Ференцем Мадлом и премьер-министром Виктором Орбаном.
25 января 2010 года в Международный день памяти жертв Холокоста министр иностранных дел Израиля Авигдор Либерман отправился с трёхдневным визитом в Будапешт. Он встретился с венгерским премьером Гордоном Байнаи и некоторыми официальными лицами. Во время визита Либерман заявил: «Венгрия — дружественная и важная страна, которая принимает сторону Израиля по всем последним голосованиям: по Отчёту Голдстона на Генассамблее ООН и в комитете по правам человека в Женеве, а также голосованию по шведской инициативе на совете министров иностранных дел Европы. Сегодня отношения между двумя странами сегодня дружелюбные, налажено сотрудничество в сферах экономики и культуры и эти отношения нужно поддерживать.»
16 ноября 2015 году Израиль посетил венгерский министр иностранных дел Петер Саиретто и заявил, что Венгрия противится маркировке израильских продуктов, произведённых за т. н. «зелёной линией» (в Иудее и Самарии), несмотря на решение других европейских стран.
В декабре 2015 года в Венгрии планировалось установить памятник Балинту Хоману, венгерскому министру иностранных дел, который призывал к депортации венгерских евреев во время Холокоста в 1944 году. В феврале 2016 года после акций протеста, установка памятника была отменена.
После терактов в Париже в 2015 году Габор Хоздар, мэр венгерского города Santagotard заявил, что «за атаками стоит Израиль». После этого председатель израильской партии «Еш атид» Яир Лапид отправил письмо главе венгерского правительства Виктору Орбану с требованием осудить высказывание Хоздара.
13 апреля 2015 года на выборах в венгерский парламент третье место заняла партия «Йоббик», ультраправая националистическая антисионистская партия, выступающая в том числе против евреев в самой Венгрии.
12 июля 2016 года венгерские парламентарии встретились с председателем израильско-венгерской парламентской группы, членом Кнессета Исраэлем Эйхлером и обещали ему реновацию 120 еврейских кладбищ в Венгрии.
17 июля 2017 года глава израильского правительства Биньямин Нетаньяху прибыл в Венгрию с государственным визитом, первым с момента восстановления дипломатических отношений между двумя странами. Нетаньяху отправился в Венгрию тогда, когда венгерский премьер Орбан восхвалял Миклоша Хорти, союзника Гитлера, и использовал портрет американского финансиста еврейского происхождения Джорджа Сороса на плакатах для анти-иммигрантской кампании. 18 июля Нетаньяху был принят на официальной церемонии венгерским премьер-министром Виктором Орбаном и его супругой. 20 июля Нетаньяху встретился с президентом Яношом Адером в президентском дворце. На встрече с премьером Орбаном Нетаньяху обсудил участие Израиля в машиностроении в Венгрии, так как у Израиля есть технологии, а у Венгрии — мощности для машиностроения. Также обсуждались вопросы обороны и безопасности, в частности, покупка Венгрией израильских оборонных технологий для строительства приграничных заборов и заграждений.
После того, как 7 декабря 2017 года американский президент Дональд Трамп объявил о признании Иерусалима столицей Израиля и желании перенести туда посольство США из Тель-Авива, страны ЕС в большинстве своём пожелали сделать совместное заявление, осуждающее этот шаг. Венгрия (совместно с Чехией) сорвала обсуждение и в итоге, официального заявления сделано не было. Вместо этого, заявление сделала только Федерика Могерини, комиссар ЕС по внешней политике.
В июле 2018 года венгерский премьер Виктор Орбан посетил Израиль с официальным визитом. Он также посетил Стену Плача в Иерусалиме, несмотря на официальную позицию ЕС, считающую Храмовую гору оккупированной территорией. До Орбана Стену Плача также посетил новоизбранный канцлер Австрии Себастьян Курц.
19 марта 2019 года в Иерусалиме открылось дипломатическое торговое представительство Венгрии в Израиле. В церемонии участвовали премьер-министр Израиля Биньямин Нетаниягу и министр иностранных дел и внешней торговли Венгрии Петер Сийярто.
В марте 2021 года венгерский премьер Виктор Орбан посетил Израиль с официальным визитом. В его рамках он встретился с главой кабинета Нетаньяху и обсудил с ним вопросы сотрудничества в сфере разработки и производства вакцин от коронавируса.
В ноябре 2022 года венгерский президент Каталин Новак посетила Израиль с официальным визитом, в рамках которого она встретилась с премьер-министром Израиля Яиром Лапидом и с избранным премьер-министром Биньямином Нетаниягу.
В октябре 2023 года после вторжения группировки ХАМАС в Израиль венгерский премьер Виктор Орбан выступил с произраильскими заявлениями и осудил поддержку ХАМАСа некоторыми демонстрантами в Европе.
В апреле 2025 года глава израильского правительства Биньямин Нетаньяху посетил Венгрию с официальным трёхдневным визитом по личному приглашению премьер-министра Венгрии Виктора Орбана. Это первый официальный визит Нетаньяху в европейскую страну после того, как МУС выдал ордер на его арест в ноябре 2024 года. Венгерские власти заявили, что не намерены выполнять решение суда, а также объявили о том, что выходят из МУС.

## Антисемитизм в Венгрии
Несмотря на то, что ультраправая антисемитская антисионистская партия «Йоббик» заняла третье место на выборах в парламент (2014), глава правительства Орбан восхвалял союзника Гитлера Хорти и использовал плакаты с Джорджем Соросом для своей антииммигрантской кампании, количество антисемитских инцидентов в Венгрии крайне мало. Так, в 2016 году количество антисемитских инцидентов снизилось на 16 % по сравнению с предыдущим годом. Это самый низкий показатель из всех стран ЕС. В Венгрии сегодня проживает около 100 000 евреев, при этом в стране в 2016 году зафиксировано всего 48 антисемитских инцидентов (по сравнению с 1309 инцидентами в Великобритании, 335 во Франции и 461 в Германии).